# Biton triseriatus
Biton triseriatus är en spindeldjursart som beskrevs av Lawrence 1955. Biton triseriatus ingår i släktet Biton och familjen Daesiidae. Inga underarter finns listade.